# Nias
Nias (Indonesisk: Pulau Nias, lokalt sprog: Tanö Niha) er en ø ved vestkysten af Sumatra og en del af Indonesien. Jordskælvet, der førte til tsunamikatastrofen den 26. december 2004, havde sit epicenter få kilometer nord for øen og forårsagede tsunamier på op til 10 meters højde. Der er rapporteret 122 dødsfald på øen efter katastrofen.